# Laccophilus proximus
Laccophilus proximus es una especie de escarabajo del género Laccophilus, familia Dytiscidae. Fue descrita científicamente por Say en 1823.
Mide 3.6-4.6 mm. Vive en charcos temporarios, donde es una especie pionera, de las primeras en llegar. Se encuentra en el Caribe, América Central y del Norte.